# Aspila hyperfusca
Aspila hyperfusca là một loài bướm đêm trong họ Noctuidae.